# خواکین سولانو
خواکین سولانو (انگلیسی: Joaquín Solano; ۲ ژوئن ۱۹۱۳ – ۱۵ فوریهٔ ۲۰۰۳) پرسنل نظامی اهل مکزیک بود.